# دل وایز
دل وایز (Dell Wyse) یکی از شرکت‌های زیرمجموعه دل و پیشرو در حوزه رایانش ابری (Cloud Client Computing.) می‌باشد. محصولات ان شامل نرم‌افزار و سخت‌افزار تین‌کلاینت و زیروکلاینت و همچنین مجازی سازی دسکتاپ (Desktop virtualization) است. محصولات دیگر شامل رایانه‌های رومیزی که ابر را ساپورت نرم افزای می‌کند، لپ‌تاپ‌ها، و دستگاه‌های تلفن همراه می‌باشد. رایانش ابری دل با شرکت‌های IT همانند Citrix, IBM, Microsoft و VMware همکاری می‌کند. در ۲ آوریل سال ۲۰۱۲، شرکتهای دل و وایز اعلام کردند که دل در نظر دارد شرکت وایز را خریداری کند. با این اکتساب شرکت Dell می‌خواست از رقیب خود یعنی HP در بازار تین کلاینت پیشی بگیرد. در ۲۵ می ۲۰۱۲ دل این ادغام انجام شد و شرکت وایز به طور کامل زیرمجموعه Dell قرار گرفت.